# 矢田高木森古墳
矢田高木森古墳（やたたかぎもりこふん）は、石川県七尾市矢田町にある矢田古墳群内の前方後円墳。

## 特色
七尾湾の南側に位置する丘陵の端に立地する前方後円墳である。5世紀末前後の能登唯一の首長が葬られていると推測される。古墳上部には神社の小さな祠があり、地元の人々はこの古墳を「猫塚」と呼び親しんでいる。